# 牧村真史
牧村 真史（まきむら まさふみ、1950年3月19日 - ）は、日本のコミュニケーションプロデューサー、イベントプロデューサー。
株式会社集客創造研究所所長（2005年就任）。Re-Public Initiative事務局長。

## 来歴
交流新聞編集長などを経て、1980年に株式会社BRAIN 80’（ブレーンハチジュウ）を設立。
- 三陸・海の博覧会（1992年）総合プロデューサー[5]

- 愛・地球博（2005年日本国際博覧会）チーフプロデューサー（3人[7]）の一人[6]

- 上海万博（2010年上海国際博覧会）日本政府館プロデューサー[5]、運営事務海外顧問[1]

- 2012年に発足した豊洲新市場移転の「TOKYO ICHIBA PROJECT」プロデューサー[2]
- イベント学会「スタジアムイベント研究会」（2015年 - 2016年）設立発起人（14人[8]）の一人